# Villa Bienstock
Die Villa Bienstock ist ein Wohnhaus in der elsässischen Stadt Riedisheim. Es ist als Kulturdenkmal in das Inventaire du Patrimoine culturel eingetragen.

## Geschichte
Der aus der Schweiz stammende Arzt Bienstock ließ das Haus für seinen Sohn errichten. Die Baugenehmigung wurde 1903 erteilt, am 1. Juni 1904 war das Haus bezugsfertig.
Die Villa wurde nahezu vollständig aus Lärchenholz gebaut, das Bienstock aus Schweden einführen ließ. Es gibt der Fassade ihre grüne Farbe. Lediglich der Keller wurde aus Backstein gemauert. Das Dach ist mit Schiefer gedeckt. Die Terrasse und die Balkone sind mit einer fein gearbeiteten Balustrade geschmückt. An der Fassade finden sich mehrere radähnliche Motive.